# Ribeiras
Ribeiras ist eine portugiesische Gemeinde (Freguesia) im Kreis (Município) Lajes do Pico auf der Azoreninsel Pico. In ihr leben 787 Einwohner (Stand 19. April 2021).